# اچ‌ام‌اس دریک (۱۹۰۱)
اچ‌ام‌اس دریک (۱۹۰۱) (به انگلیسی: HMS Drake (1901)) یک زیردریایی بود که طول آن ۵۳۳ فوت ۶ اینچ (۱۶۲٫۶۱ متر) بود. این زیردریایی در سال ۱۹۰۱ ساخته شد.